# Pascali
'Pascali' est un cultivar de rosier hybride de thé obtenu en 1963 par le rosiériste belge Louis Lens. Cette variété a obtenu de figurer dans le Hall of Fame de la fédération mondiale des sociétés de roses parmi les seize meilleures roses du monde. il est considéré comme le meilleur hybride de thé de couleur blanche.

## Description
Son buisson au feuillage luisant est homogène et vigoureux et peut atteindre 1 m à 1,50 m, parfois 2 m, pour une envergure de 1,20 m. Ses roses doubles, légèrement parfumées, sont blanches au cœur blanc-crème et sa floraison est abondante. Il est remontant, fleurissant jusqu'aux premières gelées. Ses fleurs ne craignent pas la pluie.
'Pascali' a besoin d'une exposition ensoleillée, mais il peut supporter la mi-ombre. Il est parfait pour les fleurs à couper et les concours de beauté. C'est une variété résistante aux maladies du rosier. Sa zone de rusticité est de 7b à 11b.
Il est issu de 'Queen Elizabeth' (Lammerts 1954) x 'White Butterfly'. 'Pascali' a donné naissance à 'Margaret Merril' (Harkness, 1977).

## Distinctions
- World's Favourite Roses (1991)
- RNRS Certificat de Mérite 1963
- Médaille d'or de La Haye 1963
- All-America Rose Selections 1969